# Tentatives d'assassinat de Volodymyr Zelensky

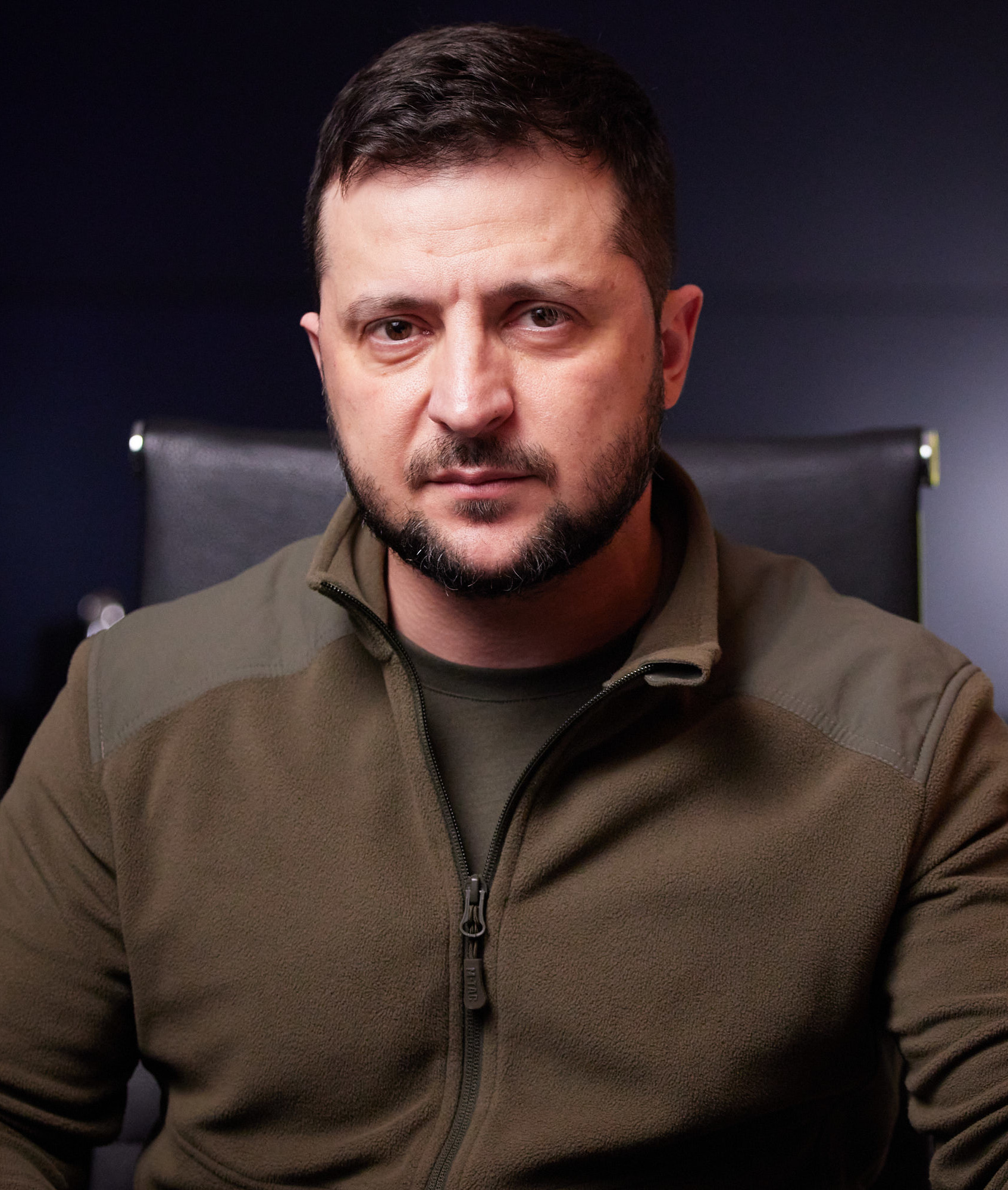
Le président ukrainien Volodymyr Zelensky, lors d'un discours de guerre télévisé en 2022

Les tentatives d'assassinat de Volodymyr Zelensky sont survenues en 2022, le conseiller du président ukrainien Volodymyr Zelensky, Mykhaïlo Podoliak, déclarant qu'il pensait que le président avait survécu à plus d'une douzaine de tentatives d'assassinat.

## Contexte
Selon le conseiller présidentiel Mykhaïlo Podoliak, afin de mettre fin rapidement à l'invasion de l'Ukraine par la Russie de 2022, il était prévu que des groupes russes entrent à Kiev, la capitale de l'Ukraine, et éliminent les dirigeants de l'Ukraine. Il a aussi déclaré que « l'intention clé de la Russie est de retirer la haute direction du pays, de créer un maximum de panique et d'essayer d'établir son propre gouvernement fantoche. »
Selon l'Ukraine, le président de la Russie Vladimir Poutine, avait chargé le dirigeant tchétchène Ramzan Kadyrov d'éliminer les dirigeants ukrainiens, mais celui-ci a échoué. Plus de 400 mercenaires russes du groupe Wagner auraient été à Kiev fin février 2022, avec l'ordre d'assassiner Zelensky et de déstabiliser suffisamment le gouvernement pour que la Russie prenne le contrôle du pays.

## Tentatives alléguées
Pendant le conflit, il y avait des comptes rendus contradictoires sur le nombre de tentatives d'assassinat faites contre Zelensky. Le conseiller présidentiel Podoliak a fait référence à la question lors d'un entretien avec le média ukrainien Ukrayinska Pravda, en disant : « Nos partenaires étrangers parlent de deux ou trois tentatives. Je crois qu'il y a eu plus d'une douzaine de tentatives ».
Début mars 2022, le chef du Conseil de sécurité nationale ukrainien, Oleksiy Danilov, a déclaré que Zelensky avait survécu à trois tentatives d'assassinat en une semaine. Danilov a crédité l'aide d'officiers de renseignement anti-guerre au sein du Service fédéral de sécurité (FSB) de Russie qui ont partagé des informations avec les forces ukrainiennes sur les attaques planifiées par deux groupes d'assassins de Tchétchénie.

## Réactions
Lors d'une interview avec CBS, le secrétaire d'État américain Antony Blinken a annoncé que le gouvernement ukrainien s'était préparé à la mort potentielle de Zelensky lors de l'invasion, mais ne divulguerait pas de détails supplémentaires.